# Campeonato Mundial de Triatlón por equipos de 2012
El Campeonato Mundial de Triatlón por equipos de 2012 fue una competición que se celebró en Estocolmo, Suecia el 26 de agosto de 2012. El campeonato fue la sexta edición de la historia y la cuarta edición desde que la competición se cambiara, haciéndose solo una prueba mixta. Fue realizado bajo la organización de la Unión Internacional de Triatlón (ITU).

## Formato
Cada federación podía tener dos equipos de 4 triatletas, formados por 2 mujeres y 2 hombres. Los triatletas debían competir en este orden: mujer-hombre-mujer-hombre, y cada una debía completar un pequeño triatlón: 300 metros de natación en aguas abiertas, 6 km de ciclismo (en un circuito urbano) y 2 km de carrera a pie (en un circuito urbano).

## Resultado
(Las 10 primeras posiciones)
| Posición | Equipo        | Tiempo   |
| -------- | ------------- | -------- |
|          | Gran Bretaña  | 01:26:48 |
|          | Francia       | 01:26:58 |
|          | Rusia         | 01:27:31 |
| 4        | Alemania      | 01:28:06 |
| 5        | Suiza         | 01:28:38 |
| 6        | España        | 01:28:43 |
| 7        | Italia        | 01:28:52 |
| 8        | Hungría       | 01:29:05 |
| 9        | Ucrania       | 01:29:20 |
| 10       | Nueva Zelanda | 01:29:27 |